# سیارک ۷۴۰۳
سیارک ۷۴۰۳ (به انگلیسی: 7403 Choustnik، نامگذاری:1988AV1) هفت هزار و چهارصد و سومین سیارک کشف شده‌است که در ۱۴ ژانویه ۱۹۸۸ کشف شد.
قدر مطلق سیارک برابر ۱۴٫۳۰ است.